# Sputnik (cámara fotográfica)

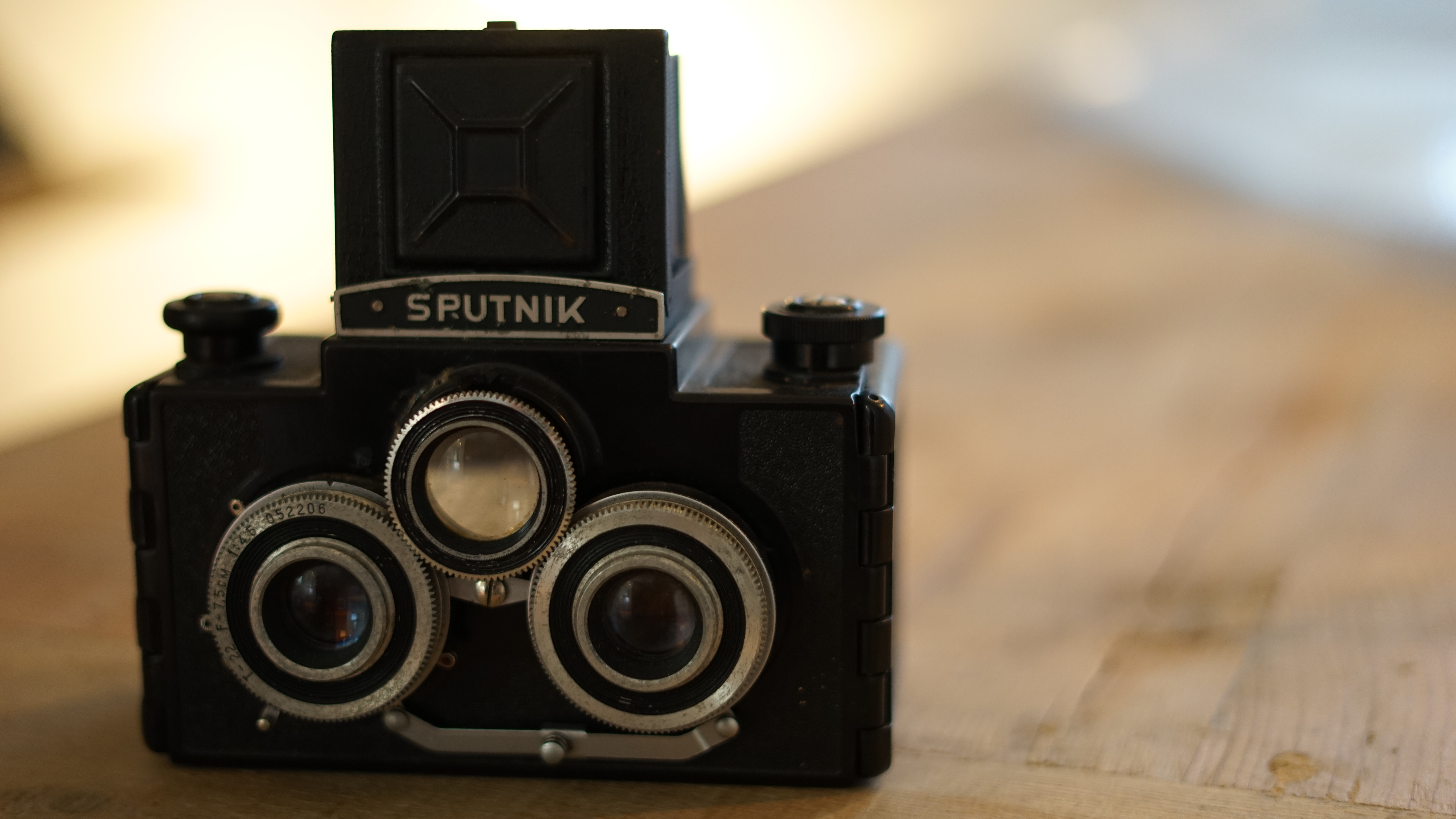
Cámara fotográfica Sputnik

La cámara estereoscópica rusa Sputnik, en cirílico Спутник (la traducción significa algo similar a "Compañera de viaje"), es la única cámara de medio formato estereoscópico producida en masa después del año 1960. Se trata de una cámara réflex estereoscópica de tres ópticas que captaba imágenes a través del sistema "etéreo-pair". Podía albergar una película de 6 "etéreo-pairs" en un celuloide de 120. El 3D se consigue a través de captar dos imágenes en el mismo movimiento y viendo los resultados a través de un visor especial que venía con el kit original.

## Funcionamiento
La construcción de la cámara tenía muchos errores los cuales suponían un rendimiento inferior al esperado de la cámara. Estos errores de diseño consistían básicamente en reflejos indeseados, la translación de la luz a través de la carcasa de baquelita de la cámara provocando imágenes altamente contrastadas y la fragilidad de la carcasa de la cámara, haciendo que fuera una herramienta muy delicada.
El enfoque se realiza a través de la tercera óptica de la cámara y podemos ver lo que la cámara está captando a través de un visualizador poco adecuado para el trabajo que lleva a cabo la cámara. Aun estos defectos en el diseño, los resultados que produce son más que satisfactorios, no son imágenes especialmente buenas por separado pero al realizar el visionado estereoscópico se convierten en una muy buena imagen en 3D.

## Especificaciones
El cuerpo de la cámara estaba hecho de baquelita, y el cuerpo de la cámara original incluía un adaptador para trípode. Incorpora un visor óptico que encontramos bajo una cubierta superior de metal ligero. La tercera óptica (la de visualización) tiene un radio de apertura de 1:2.8, considerablemente más luminoso que las ópticas que realizan la fotografía, es por eso que la lente del medio fue utilizada para el enfoque.
Las velocidades de obturación eran totalmente personalizadas, la cámara disponía de un modo 1/100, de uno 1/50, uno 1/10 y un modo B, el cual permitía elegir un tiempo de exposición de cualquier duración.

## Visualización
El anteriormente nombrado sistema "stereo-pair" consistía en la toma de dos imágenes simultáneamente con el fin de, después, poder visualizar una sola imagen en tres dimensiones. Este sistema tiene dos tipos de visualizaciones: la visualización de ojos cruzados y la visualización "wide eyed".
En la visualización de ojos cruzados, la fotografía correspondiente al ojo izquierdo se sitúa en el lado derecho y se hace el  mismo proceso a la inversa. Finalmente, nos quedan dos imágenes juntas cambias respecto a su visión natural.
La visualización "wide eyed" consiste en el posicionamiento de las imágenes en el mismo orden en el que se han tomado en realidad, y en este proceso de visualización, el usuario tiene que divergir los ojos con tal de poder ver la imagen correctamente en 3D.